# Bassaricyon alleni
L'olingo di Allen (Bassaricyon alleni O. Thomas, 1880) è una delle quattro specie del genere Bassaricyon, appartenente alla famiglia dei Procionidi. Il suo nome commemora lo zoologo Joel Asaph Allen (1838-1921).

## Descrizione
L'olingo di Allen è un olingo di medie dimensioni, più piccolo dell'olingo comune (Bassaricyon gabbii) ma più grande dell'olingo delle Ande (Bassaricyon neblina). Ha corpo allungato con zampe anteriori relativamente corte e zampe posteriori leggermente più lunghe. Misura complessivamente 70,5-98,5 centimetri di lunghezza, dei quali 40-53 costituiti dalla sola coda. La lunghezza della coda è infatti 1,0-1,4 volte pari alla lunghezza testa-tronco. Il peso varia tra 1,1 e 1,5 kg. I piedi sono larghi e dotati di artigli ricurvi: quelli posteriori sono lunghi 7,2-9,2 centimetri. Le orecchie sono arrotondate: la loro lunghezza varia tra 3 e 4,3 centimetri. Gli esemplari del versante orientale delle Ande che vivono ad altezze superiori ai 1000 metri hanno il pelo più lungo, la coda più corta e sono più brunastri e di colore meno arancio-marrone rispetto agli esemplari del bassopiano amazzonico.
Nel complesso è molto simile alla sua specie sorella, l'olingo del Chocó (Bassaricyon medius), ma i peli che ne ricoprono il dorso terminano con punte più scure, pertanto la pelliccia dell'olingo di Allen è leggermente più scura di quella dell'olingo del Chocó. Ha inoltre il cranio un po' più largo e il muso un po' più corto. La bolla timpanica è più rigonfia e il quarto premolare è più grande. Il naso dell'olingo di Allen è spesso di colore rosa, mentre quello dell'olingo del Chocó è scuro. L'olingo di Allen è significativamente più grande di Bassaricyon medius medius, la sottospecie colombiana dell'olingo del Chocó, e ha all'incirca le stesse dimensioni corporee di B. m. orinomus, la sottospecie panamense dell'olingo del Chocó. La colorazione dell'olingo di Allen è relativamente uniforme, mentre B. m. orinomus ha spesso una coda rossastra. La distanza genetica tra l'olingo di Allen e quello del Chocó, determinata dall'analisi del DNA dei geni della proteina citocromo b, è compresa tra il 6 e il 7%.

## Distribuzione e habitat
L'olingo di Allen è attualmente l'unica specie di olingo presente a est delle Ande. Il suo areale, molto ampio, copre le foreste pluviali del bacino amazzonico e si estende dalla Bolivia nord-occidentale e dalle regioni orientali di Perù ed Ecuador fino al Brasile occidentale (stati di Amazonas e Acre, ma probabilmente anche di Roraima e Pará). In Guyana la presenza della specie è comprovata da due esemplari (gli olotipi di Bassaricyon beddardi). Mancano prove della sua esistenza in Suriname e Guyana francese.
All'interno del suo areale l'olingo di Allen si incontra dalle pianure amazzoniche fino ad altezze di 2000 metri. La maggior parte degli esemplari vive al di sotto dei 1000 metri, ma sulle pendici orientali delle Ande, dove l'olingo delle Ande è assente, questi animali si incontrano ad altezze fino a 2000 metri.

## Biologia
Sebbene l'olingo di Allen sia la specie più studiata del suo genere, il suo comportamento è tuttora poco conosciuto. Vive nelle foreste umide ed è notturno, solitario e arboricolo, ma si spinge anche sul terreno per spostarsi da un albero all'altro quando le loro chiome non sono a contatto. La sua dieta consiste principalmente di frutta, insetti, piccoli roditori e lucertole, ma mangia anche uccelli nidificanti e uova. Quando si sente minacciato, rilascia un odore maleodorante. I maschi sono aggressivi tra loro. Dopo un periodo di gestazione di 72-74 giorni, la femmina dà alla luce un unico piccolo.

## Tassonomia
L'olingo di Allen appartiene al genere Bassaricyon, che comprende in tutto quattro specie. Attualmente non ne vengono riconosciute sottospecie. La popolazione della Guyana talvolta viene descritta come una specie separata, l'olingo di Beddard (Bassaricyon beddardi). L'olotipo, un esemplare originariamente custodito in uno zoo, è andato perduto e la validità della specie non è mai stata confermata. Tuttavia, sia dal punto di vista morfologico che molecolare, non vi sono quasi differenze tra gli esemplari della Guyana e quelli dell'Amazzonia peruviana. Bassaricyon beddardi viene quindi considerato un sinonimo di Bassaricyon alleni.

## Conservazione
L'olingo di Allen viene classificato dall'Unione internazionale per la conservazione della natura (IUCN) come «specie a rischio minimo» (Least Concern) grazie alla sua area di distribuzione relativamente ampia e alla presenza in numerose aree protette. La perdita dell'habitat dovuta alla deforestazione è considerata la principale minaccia per le singole popolazioni.